# Juan Reus Parra
Juan Reus Parra (València, 19 d’octubre de 1912 – València, 21 de juny de 2003), col·loquialment anomenat "Juanito Reus", va ser un pintor, dibuixant, cartellista i col·leccionista d’art valencià, reconegut per la seva destacada contribució a l’art taurí i per la seva vinculació amb el cercle artístic valencià.

### Formació i primers anys
Des de ben jove, Reus mostrà interès pel dibuix i la pintura. Mentre treballava com a aprenent en una ferreteria, conegué el pintor Constantino Gómez, qui el va introduir en el món artístic. Posteriorment, treballà en un taller de plateria, on el seu talent va ser reconegut, i fou recomanat al pintor i cartellista Carlos Ruano Llopis, qui li oferí les primeres lliçons de pintura. Més endavant, perfeccionà la tècnica al taller d'abanics del pintor Balbino Giner.

### Trajectòria artística
Durant la dècada de 1940, Reus començà a treballar com a dibuixant de cartells taurins a la litografia Ortega de València, prenent el relleu del seu mestre Ruano Llopis. Allí desenvolupà una carrera prolífica, creant prop de 200 cartells i fullets taurins. El seu estil es caracteritzava per un dibuix àgil i precís, amb una paleta essencialment valenciana, amb tons sèpia i pinzellades de color vigoroses.
Reus retratà nombrosos toreros destacats, com ara Manolete, Luis Miguel Dominguín, Curro Romero, Álvaro Domecq i Enrique Ponce.
A més de l’obra taurina, també pintà paisatges (com alguna vista de la Barcelona antiga), escenes costumbristes, autorretrats i alguna pintura de caràcter mitològic i científic.
Molts dels seus cartells es van centrar en la Plaça de Bous de València.
A la dècada de 1960/1970 va col·laborar amb el Patronato Nacional del Turismo i va realitzar alguns cartells taurins, com el The "Fiesta de toros" in Spain, localitzat a la Biblioteca Nacional d'Espanya

### Vida personal i llegat
Juan Reus estava casat amb Isaura Vázquez, també pintora. Varen residir a València i estiuejaven a la seva casa de Vilafamés (Castelló). Va ser un membre actiu del Cercle de Belles Arts de València i mantenia una relació estreta amb l’àmbit artístic de la ciutat.
L’any 1986 va publicar el llibre Mis Vivencias, una obra autobiogràfica que recull biografies, records, consells, anècdotes i reflexions sobre la pintura valenciana, i inclou il·lustracions i làmines en color.
Va morir a València amb 90 anys, al 2003. La crítica d’art el considera un dels millors dibuixants i cartellistes taurins del món, així com l’últim representant de l’impressionisme taurí.

## Reconeixements
A la ciutat de València té un carrer al seu nom, al districte de La Torre.